# Bandalungwa
De gemeente Bandalungwa, ook aangeduid met de afkorting Bandal, is een gemeente in het district Funa in de stadsprovincie Kinshasa, hoofdstad van de Democratische Republiek Congo.
Bandalungwa wordt in het westen gescheiden van Kintambo door de Makelele-rivier en wordt doorkruist door de Basoko-rivier die stroomopwaarts ook de gemeentegrens met Ngiri-Ngiri vormt. De twee rivieren maken het ook mogelijk om de grote tuinderij van Bandalungwa te irrigeren, die de stad voornamelijk van groenten voorziet.

## Geschiedenis
De naam Bandalungwa is ontstaan uit een verkeerde interpretatie van de woorden die werden uitgewisseld tussen een Belg die tijdens een bezoek aan het plaatselijke hoofd Teke-Humbu Lingwala aan zijn onderdanen vroeg wie de eigenaar was van het meer voor hem. Hij kreeg als antwoord "bana ba Lingwala", in het Teke-dialect betekent bana water, ba is een bepalend voegwoord dat "van" betekent, de Belg hield het op "Bandalungwala". Het meer dat de naam gaf, droogde in de loop van de tijd op.
Het gebied van het plaatselijk hoofd Teke-Humbu Lingwala strekte zich uit over de huidige gemeenten Bandalungwa, Ngiri-Ngiri en Kintambo. De lokale leider kreeg wel eerbetoon toen de gemeente Saint Jean werd hernoemd tot Lingwala.
| \| De 4 districten en 24 gemeentes van Kinshasa \| |                   |  |
| District Lukunga District Funa District Mont-Amba District Tshangu Brazzaville Kongo Pool Malebo M'Bamou Baai van Ngaliema Gombe Barumbu Kin. Ling. K.-V. Ng.-Ng. Kal. Banda- lungwa Kintambo Ngaliema Selembao Bumbu Makala Ngaba Lemba Limete Matete Kisenso Masina Ndjili Kimbanseke Nsele Mont-Ngafula N. M.-N. Ns. Kim. Maluku |                   |  |
| afkortingen: stadscentrum: Kinshasa (Kin.), Kasa-Vubu (K.-V.), Lingwala (Ling.), Ngiri-Ngiri (Ng.-Ng.) provinciekaart: Ngaliema (N.), Mont-Ngafula (M.-N.), Kimbanseke (Kim.), Nsele (Ns.) |                   |  |
| De 4 districten en 24 gemeentes van Kinshasa | Vlag van Kinshasa |  |